# Fairmont Banff Springs
Le Fairmont Banff Springs Hotel est un hôtel situé dans la ville de Banff dans le parc national de Banff, en Alberta au Canada. L'hôtel a été construit dans le style Château par l'architecte Bruce Price.

## Histoire
Sa construction remonte aux années 1887-1888, et fut prise en charge par la compagnie du Canadien Pacifique dont le président, William Cornelius Van Horne, désirait offrir à ses passagers des hôtels de qualité tout au long de la route vers l'Ouest.
L'hôtel venait à peine de clôturer une période de travaux de modernisation et d'agrandissement qui avait duré une vingtaine d'années, lorsqu'il fut détruit par un incendie en 1926. Il est reconstruit dans sa disposition actuelle deux ans plus tard, en 1928.

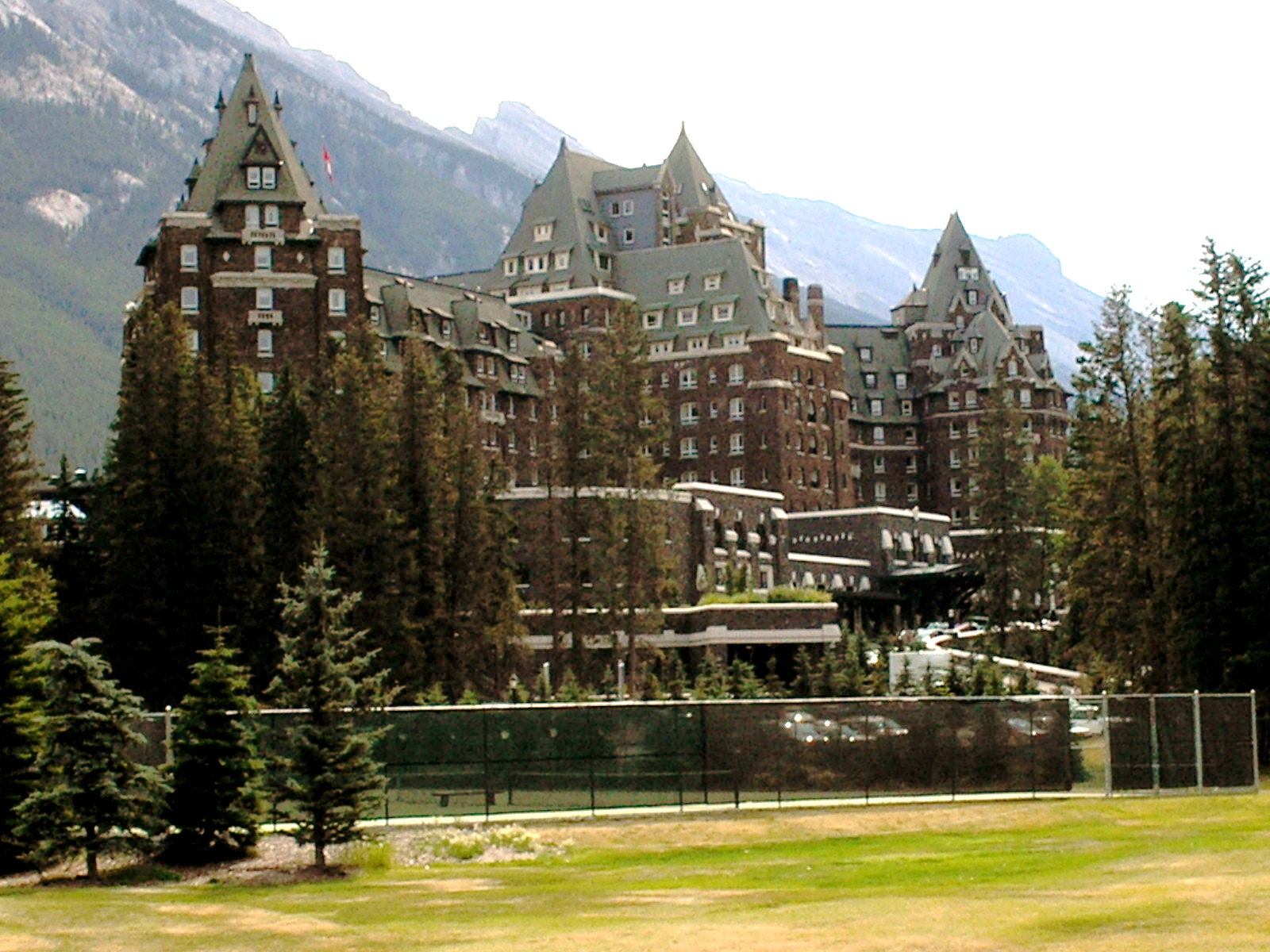
Une autre vue de l'hôtel.

En 1968, l'établissement est aménagé pour pouvoir accueillir des clients en hiver, et depuis, il est ouvert toute l'année.
Sous la direction du propriétaire actuel, Fairmont Hotels and Resorts, l'hôtel a récemment[Quand ?] connu d'importants travaux de rénovation ; cependant, son style d'origine n'a pas été modifié. Un important changement a été l'ajout d'un spa de classe mondiale. Un défaut de construction d'origine a aussi été corrigé pendant cette rénovation : l'entrée et le salon donnaient sur la rivière et non sur la montagne. On[Qui ?] raconte que l'architecte aurait déclaré « you built my hotel backwards! » (« Vous avez construit mon hôtel à l'envers ! »).
L'hôtel se trouve dans les Montagnes Rocheuses, juste au-dessus des chutes Bow (Bow Falls), près de sources chaudes qui sortent à 39 °C de la terre. Depuis l'hôtel, on peut rejoindre à pied la ville de Banff. La vue principale depuis l'hôtel est le mont Rundle qui se trouve de l'autre côté de la vallée.
L'hôtel Fairmont Banff Springs est un des premiers complexes hôteliers du monde. Il a été construit d'une façon qui a rarement été égalée depuis[réf. nécessaire].
Le parcours de golf dans la vallée en contrebas est aussi mondialement connu.
Il a été source d'inspiration (voire carrément de décor) pour un épisode de Martin Mystère (épisode 15 saison 1) L'Antre des Esprits Frappeurs, sous le nom d'Hotel Black Water.